# 고나카가와고촌
고나카가와고촌(小中川郷村)은 니가타현 니시칸바라군에 설치되었던 촌이다.